# باقان أموم
باقان أموم (بالإنجليزية: Pagan Amum)‏ مواليد 11 ديسمبر 1957 هو الأمين العام السابق للحركة الشعبية لتحرير السودان، وينتمي حاليا لجناح معارض في الحركة الشعبية يسمى بـ«المحتجزين السابقين». ينتمي إلى قبيلة الشلك وهي تعد واحدة من أكبر قبائل جنوب السودان بعد الدينكا والنوير.
درس باقان في كلية القانون في جامعة الخرطوم و من ثم غادر إلى كوبا و انضم إلى الحركة الشعبية لتحرير السودان سنة 1983 . تولى خلال مسيرته السياسية عدة المناصب منها الأمين العام للتجمع الوطني الديمقراطي و الأمين العام الحركة الشعبية لتحرير السودان.